# Bandeira do Nebraska

Bandeira de Nebraska.

A bandeira do Nebraska é um tecido azul com o selo do estado. O desenho atual foi adotado em 1925, um desenho proposto e rejeitado pelo governo, em 1921, por um arquiteto baseando-se na do estado de Nova York. A designação oficial do desenho como bandeira do estado ocorreu em 1963. Nebraska foi um dos últimos estados a adotarem uma bandeira oficial.
A bandeira do Nebraska foi considerada em um levantamento realizado pela Associação Vexilológica Norte-americana de 71 das 72 bandeiras americanas e canadenses a segunda pior bandeira observada. A pior, de acordo com a Associação, foi a bandeira de 2001 da Geórgia. Porém, em 2003, a Geórgia trocou sua bandeira para o desenho atual. Como resultado, a bandeira do Nebraska é a pior do ranking das bandeiras observadas até hoje em uso.